# Podkład muzyczny

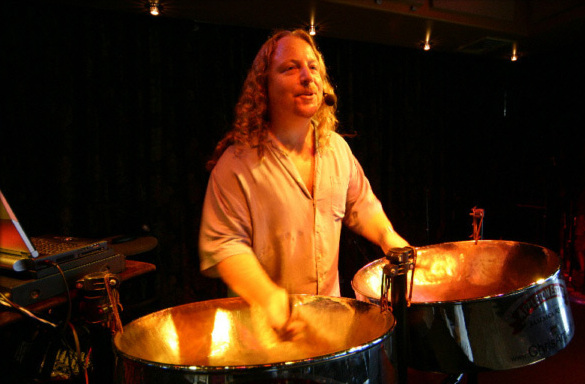
Solista grający na stalowym bębnie występuje z akompaniamentem wcześniej nagranych ścieżek podkładowych, odtwarzanych przez laptopa po lewej stronie zdjęcia

Podkład muzyczny – nagranie audio na taśmie, płycie CD lub cyfrowym nośniku danych lub nagranie MIDI syntezowanych instrumentów, czasami z czystym akompaniamentem rytmicznym, często z sekcją rytmiczną lub innymi partiami akompaniamentu, do których muzycy grają lub śpiewają na żywo. Podkłady są również znane pod nazwą ścieżki jam, ścieżki akompaniamentu, ścieżki karaoke lub ścieżki podkładowej. Podkłady umożliwiają wokalistom i zespołom dodawanie do muzyki partii, które byłyby niepraktyczne lub niemożliwe do wykonania na żywo, takich jak sekcja smyczkowa lub partie chóru, które zostały nagrane w studiu. Podkład może być używany przez pojedynczego artystę (np. wokalistę-gitarzystę) do dodania dowolnej ilości basu, perkusji i instrumentów klawiszowych do występów na żywo bez kosztów zatrudniania dodatkowych muzyków. Mały zespół popowy lub rockowy (np. power trio ) może używać podkładów, aby dodać sekcję smyczkową, dodatkową gitarę, sekcję dętą, partię perkusji lub wokal wspierający do swoich występów na żywo, dla stworzenia bogatszego brzmienia.

## Zastosowania
Zespoły lub muzycy solowi mogą używać podkładów, aby dodać dodatkowe ścieżki instrumentalne lub wokalne do występu na żywo, poprawić brzmienie (jak w przypadku stosowania podwójnych wokali wspierających ) lub dokładniej odtworzyć instrumentację taką jak słyszana na nagraniu (jak w przypadku użycia dodatkowo nagranych partii, takich jak sekcje smyczkowe, których odtworzenie na żywo byłoby kosztowne). Śpiewak lub grupa wokalna występująca bez zespołu wspierającego może śpiewać do wcześniej nagranej muzyki. Utwór muzyczny bez wokalu prowadzącego może być również nazywany karaoke, minus-one track lub (nieprawidłowo) playbackiem. Podkłady muzyczne są również dostępne do ćwiczeń instrumentalnych i jammowania przez muzyków jazzowych, aby pomóc początkującym i średnio zaawansowanym wykonawcom grać do rytmicznej części utworu lub nauczyć się improwizować na progresjach akordów. W muzyce elektronicznej niektóre zaprogramowane partie są zbyt szybkie lub skomplikowane, aby mógł je zagrać muzyk na żywo. W przypadku komercyjnego użycia, podkłady muzyczne często są wykonywane przez muzyków sesyjnych grających na instrumentach i śpiewających chórki, ponieważ zakup praw do wykorzystania oryginalnego wykonania podkładów muzycznych znanego zespołu byłby bardzo kosztowny. Podkłady można kupić online u dostawcy podkładów i wykorzystywać do ćwiczeń w domu lub podczas występów na żywo. Można też uzyskać podkład z usuniętą jedną ścieżką, np. gitarą, aby móc ćwiczyć grę na gitarze właśnie na tym utworze.
Ponadto w pewnych sytuacjach konieczne może być użycie podkładu muzycznego. Niektóre programy telewizyjne wymagają, aby uczestnicy reality show śpiewali na żywo wyłącznie partie wokalne, aby uprościć proces miksowania występu, ponieważ dzięki temu realizatorzy dźwięku nie muszą ustawiać mikrofonów dla różnych zespołów akompaniujących.

## Sprzęt
Jest to technika używana w muzyce na żywo od lat sześćdziesiątych. Przed pojawieniem się komputerów, podkłady muzyczne były zazwyczaj wykonywane za pomocą taśm audio zsynchronizowanych z występem. Jednym z pierwszych użytkowników był Keith Moon z zespołu The Who. W latach osiemdziesiątych XX wieku Timbuk 3 był jednym z pierwszych zespołów, które otwarcie wykorzystywały podkłady muzyczne podczas występów na żywo. Zespół dumnie eksponował swój „boombox” jako trzeciego członka zespołu. Wszystkie utwory napisał, wykonał i nagrał wokalista i autor tekstów Pat MacDonald. Zespół T3 narodził się jako tańszy sposób grania na ulicach Austin w Teksasie.
Cyfrowe sekwencery zapewniły nową opcję dla zespołów bazujących na muzyce elektronicznej, sekwencer mógł zostać zaprogramowany za pomocą danych sterujących MIDI, aby odtworzyć całą piosenkę na żywo, generując dźwięki instrumentów z syntezatorów .  Sparks byli jednym z pierwszych zespołów, które używały generowanych komputerowo podkładów muzycznych, koncertując z komputerem stacjonarnym w 1994 roku.  Jednak dopiero wraz z pojawieniem się niedrogiego komputera przenośnego (a dokładniej cyfrowej stacji roboczej audio ) muzycy otrzymali jakikolwiek realny wybór poza użyciem taśmy. W latach dwutysięcznych metody używane do podkładów muzycznych były różne; mniejsze zespoły często używały płyt CD, odtwarzaczy DAT, MiniDisc lub nawet odtwarzaczy MP3, większe zespoły częściej używały komputerów lub samodzielnych urządzeń odtwarzających MIDI i audio z wbudowanymi modułami dźwiękowymi. Sprzęt ten jest czasami widoczny na scenie podczas występu. Jest sterowany przez jednego z muzyków, często perkusistę lub klawiszowca, lub zdalnie przez inżyniera dźwięku. 

## Kontrowersje
Podkłady stosuje się również, gdy niektórzy lub wszyscy członkowie zespołu naśladują grę na instrumentach, synchronizują ruchy ust (lip-synching ) lub korzystają ze ścieżek prowadzących. Potocznie nazywa się to playbackiem.
Z czasem wydarzenia na żywo zaczęły być traktowane jako doświadczenia audiowizualne, z filmami, tancerzami lub dodatkowymi dźwiękami, możliwie wiernie oddające jakość studyjną. Piosenkarze często musieli wykonywać wymagające fizycznie choreografie taneczne, co utrudniało jednoczesne granie i śpiewanie. W rezultacie wielu z nich korzystało z podkładów wokalnych, podczas gdy muzycy grali na żywo. Użycie podkładów muzycznych spotkało się z potępieniem niektórych, ortodoksyjnych krytyków muzycznych. Wielu fanów nie przepada za wykorzystaniem podkładu, uważając, że podważa to integralność i uczciwość występu na żywo. Niektórzy muzycy również sprzeciwiali się używaniu podkładów; Elton John powiedział w 2004 roku, że „każdy, kto publicznie na scenie udawał, że śpiewa, skoro płaci się 75 funtów za obejrzenie tego, powinien zostać zastrzelony”. Federico Mondelli z Frozen Crown pisał utwory, które stawały się zbyt skomplikowane dla dwóch gitarzystów, więc zatrudnił trzeciego. „Wszyscy ci inżynierowie dźwięku i znajomi radzili nam używać podkładu, ale oczywiście tego nie chcieliśmy – naprawdę tego nienawidzimy! Chcieliśmy prawdziwej osoby”.
Niektórzy muzycy bronią jednak używania ścieżek dźwiękowych. Na przykład Pet Shop Boys twierdzą, że „nie ma w tym żadnej ukrytej tajemnicy” i że ich muzyka oparta na elektronice brzmiałaby „niedbale”, gdyby była grana na żywo. Pogląd ten podzielają również inne zespoły grające muzykę elektroniczną. Roger Waters przyznał, że w niektórych utworach używał wcześniej nagranego podkładu wokalnego, aby wzmocnić swój wokal na żywo; członek jego zespołu, Norbert Stachel, zgodził się, że dla Watersa lepiej byłoby wykorzystać ten podkład, niż stracić głos. Używanie podkładów muzycznych może sprawić, że występy będą bardziej wciągające, bogatsze i będą brzmiały bliżej nagranego albumu, czego często oczekuje publiczność.
Wydaje się, że jedynym bezspornym kryterium jest to, czy artysta potrafi poradzić sobie bez wspomagania, czy nie. Np. gdy zespół Falling In Reverse odwołał koncert, ponieważ ich laptopy zaginęły podczas trasy koncertowej, pokazując, że zespół w dużej mierze polegał na podkładach muzycznych i programowaniu MIDI podczas swoich występów. Dlatego właśnie powstało MTV Unplugged, gdzie artysta mógł pokazać swoje umiejętności bez "sztucznego" wspomagania. Jednak nie zakończyło to kontrowersji wokół podkładów muzycznych. Co roku media donoszą o nowych przypadkach „wpadek” wśród wykonawców, gdzie głównym kryterium oceny jest reakcja fanów.

## Odniesienia
1. ↑  Sandy Lerner: Dilettante's Dictionary. www.DilettantesDictionary.org. [dostęp 2018-01-04].
2. ↑  o, Sooo....Keith Moon duct-taped his headphones onto his head while in the studio. [online], r/videos, 7 stycznia 2012 [dostęp 2025-07-17].
3. ↑  Preparing Backing Tracks For Live Use. www.SoundOnSound.com. [dostęp 2018-01-04].
4. ↑  Sparks - Now That I Own the BBC Interview. YouTube. [zarchiwizowane z tego adresu (2021-12-13)].
5. ↑  Different Types Of Backing Track Playback Devices. EmeraldTracks.com. [dostęp 2018-01-04].
6. ↑  The Warning's Paulina Villarreal Vélez - GEAR MASTERS Ep. 475. Digital Tour Bus  2023-12-20.    [dostęp 2025-07-19].
7. ↑  A.B.C. News, Why Artists Lip-Sync, and How They Get Away With It [online], ABC News [dostęp 2025-07-19] (ang.).
8. ↑  Elton John takes swipe at Madonna. Today, 2004-10-04. [dostęp 2025-03-11].
9. ↑  Gregory Adams: “All these sound engineers and friends were advising us to use a backing track… we really despise that! We wanted a real person”: How an 18-year-old shredder supersized Frozen Crown’s triple-guitar power metal assault. Guitar World, December 18, 2024. [dostęp 2025-03-10].
10. ↑  Answers - The Most Trusted Place for Answering Life's Questions. Answers.com. [dostęp 2018-01-04].
11. ↑  Matt: Pink Floyd news :: Brain Damage - Norbert Stachel - August 2002 - with Brain Damage. www.Brain-Damage.co.uk. [dostęp 2018-01-04].
12. ↑  Philip TrappPhilip Trapp, Falling In Reverse Pulled Out of a Festival Because Their Laptops Went Missing [online], Loudwire, 28 września 2022 [dostęp 2025-07-19] (ang.).
13. ↑  50 Cent busted lip syncing | The Daily Telegraph [online], www.news.com.au [dostęp 2025-07-19] [zarchiwizowane z adresu 2009-02-13] (ang.).